# Kvakovce
Kvakovce est un village de Slovaquie situé dans la région de Prešov.

## Histoire
Première mention écrite du village en 1345.

## Démographie

### Évolution de la population
| Année:               | 1994. | 2004.   | 2014.    | 2024.    |
| -------------------- | ----- | ------- | -------- | -------- |
| Nombre de personnes: | 474   | 454     | 523      | 456      |
| Différence:          |       | -4,21 % | +15,19 % | -12,81 % |

| Année:               | 2023. | 2024.   |
| -------------------- | ----- | ------- |
| Nombre de personnes: | 444   | 456     |
| Différence:          |       | +2,70 % |